# 울산선
울산선(蔚山線)은 울산광역시 남구 신정동의 달리역과 야음동의 야음역을 잇는 철도 노선이었다. 1992년 8월 20일 울산도심구간 철도이설 완공으로 인해, 현재는 폐선되어 존재하지 않는다.

## 노선 정보
- 노선 거리 : ?.?km
- 운영 기관 : 한국철도공사 (전 구간)
- 궤간 : 1,435mm(표준궤)
- 통행 방식 : -
- 역 수 : 2
- 복선 구간 : 없음
- 전철화 구간 : 없음
- 보안 장치 : 불명

## 역 목록
| 역명 | 로마자 역명 | 한자 역명 | 역간거리 (km) | 영업거리 (km) | 접속 노선         | 소재지     | 소재지 | 비고 |
| ---- | ----------- | --------- | ------------- | ------------- | ----------------- | ---------- | ------ | ---- |
| 달리 | Dalri       | 達里      | 0.0           | 0.0           | 동해남부선        | 울산광역시 | 남구   |      |
| 야음 | Yaeum       | 也音      | ?.?           | ?.?           | 울산항선·장생포선 | 울산광역시 | 남구   |      |

## 같이 보기
- 동해남부선
- 울산항선
- 장생포선